# Chartreuse de Wurtzbourg
La chartreuse de Wurtzbourg (en allemand Kloster Engelgarten, en latin Hortus angelorum; Jardin des Anges) est une ancienne chartreuse sise en Bavière à Wurtzbourg. Elle se trouvait à l'emplacement actuel du théâtre de Mainfranken.

## Histoire
La chartreuse est fondée par plusieurs personnalités. Johann de Ariete achète le terrain le 17 décembre 1348 dont il fait don aux chartreux. Le domaine s'appelait Teufelsgarten (Jardin du Diable) car le propriétaire se nommait Teufel (Diable en allemand). Le prince-évêque Albert II de Hohenlohe le renomme donc Engelgarten (Jardin des Anges). Il est consacré par l'évêque le 13 mai 1352 et placé sous la protection de tous les anges (omnes sancti angeli). Son premier prieur est Johannes d'Echternach.
Ses débuts bénéficient du soutien financier d'influents donateurs, tels que le doyen de la cathédrale, Eberhard von Riedern; le doyen du chapitre, Eberhard von Hirschhorn; Konrad Zingel et Hartmodus Beyer qui versent des sommes importantes et donnent des domaines agricoles aux alentours. En 1397, le soulèvement des habitants de Wurtzbourg contre le prince-évêque Gerhard von Schwarzburg secoue la ville voisine. Les burgraves de Nuremberg, Frédéric et Jean III, empêchent de justesse la destruction de la chartreuse et de ses dépendances par les assaillants. La chartreuse se relève au XVe siècle lorsque la situation se détend et abrite le moine Heinrich Reicher, auteur d'écrits spirituels de renom. Au milieu du XVe siècle, des moines de Wurtzbourg renforcent les effectifs naissants de la chartreuse d'Ilmbach.
Lorsque la Guerre des Paysans éclate en 1525, la chartreuse de Wurtzbourg n'est pas touchée, contrairement aux chartreuses d'Astheim (Pons Mariae) et de Tückelhausen qui sont ravagées. Mais la Réforme protestante provoque des pertes chez les moines. Il ne reste qu'un seul moine en 1574 (mis à part les frères convers). En 1631, la chartreuse accueille les moines de Grünau. Mais peu de temps après, les chartreux de Wurtzbourg doivent s'enfuir devant les attaques des Suédois pendant la Guerre de Trente Ans. La chartreuse sert au logement d'un régiment et souffre de dommages. Après la fin de la guerre en 1648, la chartreuse connaît une période de prospérité. Elle acquiert en 1666 des fermes à Oberpleichfeld. Au XVIIIe siècle, comme la plupart des chartreuses d'Europe, elle est en plein épanouissement et le nombre de ses moines est constant. En 1797, elle possède des biens éparpillés dans tout le diocèse, ce qui suscite des jalousies.
la chartreuse est sécularisée et confisquée par la nouvelle Couronne de Bavière en 1803. Les moines sont expulsés et l'église transformée en temple protestant. Les nouveaux propriétaires du domaine, qui est divisé en seize parcelles, s'en servent comme maison de thérapie orthopédique, comme maison de bains de vapeur et comme brasserie. Les bâtiments sont démolis en 1853 pour laisser la place à la gare Ludwigs-West-Bahn, aujourd'hui démolie. Seuls la rue Kartause de Wurtzbourg et le restaurant Zum Karthäuser rappellent désormais le souvenir de cette chartreuse disparue.

## Architecture

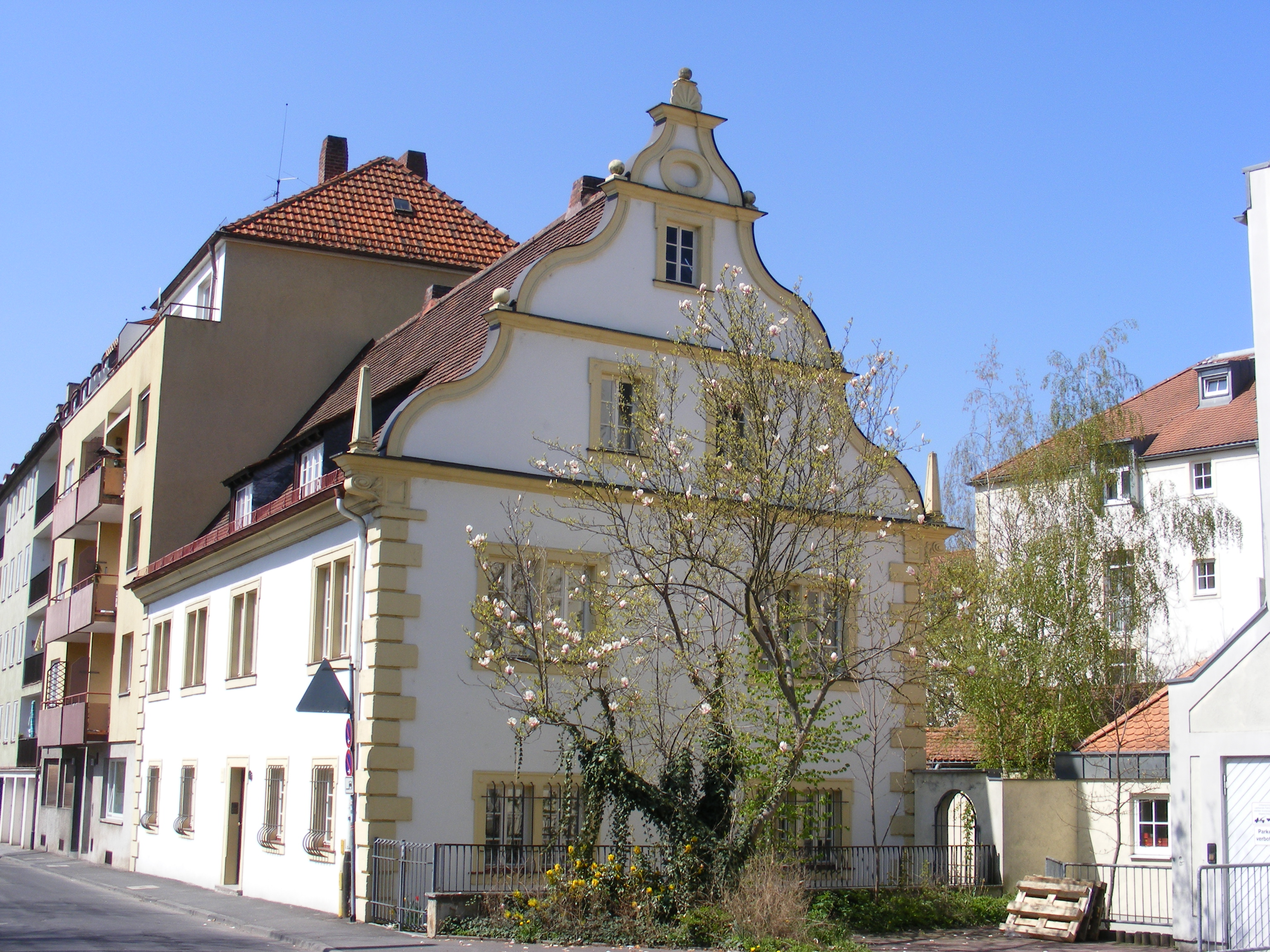
L'ancien moulin de la chartreuse.

Dans les années 1470, la chartreuse construit plusieurs bâtiments, les principaux étant l'église, la sacristie, la salle capitulaire, le réfectoire (servant aux dimanches et jours fériés, car les moines prennent leurs repas en cellule pendant la semaine) et les cellules (maisonnettes individuelles avec jardinet). Une nouvelle chapelle est érigée en 1575−1590. Au début du XVIIe siècle, l'église est reconstruite avec une grande nef pour les moines et trois travées pour les frères convers; elle est décorée d'un pignon Renaissance, flanquée d'une maison-porche.
Le moulin qui servait à la chartreuse est toujours debout. Il date du XVIIe siècle et il est décoré d'un pignon à volutes. Le bâtiment est très endommagé par les bombardements alliés de 1945 et restauré en 1961. Il est inscrit à la liste des monuments historiques régionaux sous le numéro D-6-63-000-241.

## Noms de la chartreuse
La chartreuse est placée sous le vocable des anges, mais est nommée de diverses façons au cours des âges : Cartusia Herbipolitani, Cartusia Herbipolensis, Cartusia Herbipolitana, ou bien Cartusia Horti Angelorum, Cartusia de Horto Angelorum. Dans les documents de la Grande Chartreuse, elle est intitulée en français « Chartreuse du Jardin des Anges ».